# Torrevecchia Pia
Torrevecchia Pia é uma comuna italiana da região da Lombardia, província de Pavia, com cerca de 2.532 habitantes. Estende-se por uma área de 16 km², tendo uma densidade populacional de 158 hab/km². Faz fronteira com Bascapè, Landriano, Marzano, Valera Fratta (LO), Vidigulfo.

## Demografia
| Variação demográfica do município entre 1861 e 2011                               |
|                                                                                   |
| Fonte: Istituto Nazionale di Statistica (ISTAT) - Elaboração gráfica da Wikipedia |